# Carrer de Pere Grau (el Masnou)
El carrer d'en Pere Grau és un carrer del municipi del Masnou (Maresme) amb un conjunt arquitectònic protegit com a bé cultural d'interès local.

## Descripció
El carrer d'en Pere Grau s'estén paral·lel al mar entre el carrer del Doctor Josep Agell i el carrer de la Mare de Déu de Núria. El carrer té un conjunt de cases de cos o cos i mig entre mitgeres amb de planta baixa i pis o de dos pisos, segons els casos, i amb la coberta a dos vessants amb el carener paral·lel a la façana principal o amb el terrat pla.
Les façanes mantenen un ritme repetitiu marcat pels eixos verticals de les obertures, amb una composició generalment simètrica: porta d'accés i una finestra a mitjana alçada en la planta baixa, i dues o tres finestres, com a màxim, en la planta pis, que poden tenir balcó i estan protegides amb persianes de llibret de fusta. El parament de la façana acostuma a ser arrebossat pintat o estucat, amb varietat cromàtica amb decoració molt austera, a tot estirar algun relleu en llindes o brancals. Hi és freqüent la decoració d'estucat amb relleu imitant carreus posats a portell i destaca el treball de serralleria de les reixes de ferro i baranes d'alguns balcons.
La casa número 1, que fa cantonada amb el carrer del Doctor Josep Agell, destaca per la tribuna amb vidriera de la seva façana de ponent i els esgrafiats de la façana de migdia.
La casa número 51 (casa de na Rosa Maristany i Pagès) destaca pel treball de ferro en la barana del balcó continu del primer pis, en la reixa de protecció del terrat i en la reixa de la finestra de la planta baixa, així com l'estucat en relleu imitant carreus; però també en els arcs de les obertures de planta baixa i primer pis i en altres elements ornamentals com el fris esgrafiat sota el balcó i la decoració de les mènsules que el sustenten.
Es tracta d'un conjunt molt heterogeni, amb moltes diferències fruit de l'evolució del temps i les transformacions que han patit algunes de les cases, afegint-hi obertures, plantes, elements ornamentals, etc.

## Història
Antigament, s'anomenava carrer de la Quintana. L'any 1926, l'Ajuntament del Masnou decidí canviar el nom del carrer en honor a en Pere Grau Maristany i Oliver, comte de Lavern, que va néixer al mateix carrer.